# Thousand Foot Krutch
Thousand Foot Krutch – kanadyjski zespół muzyczny wykonujący głównie muzykę typu rock. Został założony w 1995 roku w Peterborough w Kanadzie, początkowo nazywał się Oddball.

## Przegląd
Trevor McNevan założył zespół w Peterborough w Kanadzie, gdzie uczęszczał do szkoły średniej. Joel Bruyere, urodzony w Brantford w Ontario był przyjacielem z dzieciństwa McNevana, z którym utrzymywał kontakt. Perkusista Steve Augustine pochodzi z Hamilton w Ontario. Zespół Trevora McNevana początkowo nosił nazwę Oddball, gdzie Dave Smith grał na gitarze, Tim Baxter na gitarze basowej, a dobry przyjaciel McNevana, Neil Sanderson z Three Days Grace, na perkusji. Zespół Oddball nagrał tylko jeden album – Shutterbug w 1995 roku. W 1997 roku wydany został album That's What People Do, a nazwa zmieniona na Thousand Foot Krutch. Trevor McNevan oraz Steve Augustine należą do pobocznego projektu – FM Static.

## Historia

### Shutterbug(lata 1995–1996)
Pierwszy i ostatni album Oddball Shutterbug został wydany w 1995 roku. W albumie zagrali Trevor McNevan oraz jego koledzy – Dave Smith (gitara), Tim Baxter (gitara basowa) oraz Neil Sanderson z Three Days Grace (perkusja). Pierwsza połowa albumu składającego się z 27 utworów to piosenki rockowe, a druga hip-hopowe. McNevan nagrał album w studiu Barry'ego Haggarty'ego, w jego rodzimym mieście – Peterborough w Kanadzie. Musiał zatrudnić się w McDonald’s i innych firmach, aby móc zapłacić stawkę za studio.

### That's What People Do(lata 1997–1999)
Pierwszy album grupy o zmienionej nazwie (Thousand Foot Krutch) – That's What People Do, został napisany przez McNevana w 1997 roku, a ukazał się niespodziewanie rok później. Zostało sprzedanych około 5000 jego kopii. TFK wspiął się po drabinie lokalnej sławy nie tylko całej prowincji Ontario, ale i za granicą. Dotarcie pierwszego singla TFK – „Rhyme Animal”, do uszu ludności z Ontario przez komercyjne radio CKWF 101,5 FM poskutkowało zaskoczeniem słuchaczy, a w ciągu dwóch miesięcy ten właśnie singiel okazał się być jednym z pięciu najpopularniejszych utworów. W 1999 roku TFK został wybrany przez magazyn 7 Ball jako jeden z 25 najlepszych zespołów północnej Ameryki. Zespół otrzymał ponadto nagrodę Best Indie Recording, a Trevor McNevan został wybrany wokalistą roku przez czytelników magazynu The Wire, a później Zespołem Roku tej gazety. TFK został również wybrany zespołem numer 1 tysiąclecia przez radio 100.3 FM.

### Set It Off(lata 2000–2002)
Album Set It Off został oficjalnie wydany 14 listopada 2000 roku. W brzmieniu hip-hopowego albumu słychać wyraźny wpływ nu metalu. Choć kilka utworów z płyty (m.in. „Puppet” i „Supafly”) pojawiło się w radiu świeckim i chrześcijańskim, to zespół zyskał rozgłos głównie dzięki autopromocji. Zespół koncertował intensywnie po Ameryce Północnej, co skończyło się na zyskaniu popularności i sprzedaniu 85.000 egzemplarzy albumu. TFK koncertował wraz z zespołami Finger Eleven, Econoline Crush, Treble Charger, The Tea Party, Matthew Good Band, Gob, Sum 41 i innymi. McNevan pomógł Three Days Grace w nagraniach. W tym czasie Dave Smith opuścił zespół, a zastąpił nowy członek – Myke Harrison. Po odejściu Dave’a Smitha McNevan zaczął pisać wszystkie linie gitary, a zespół zaczął używać wynajętego gitarzysty podczas koncertów, zamiast oficjalnie go zastępując.
Utwór siódmy z tego albumu bazowany na singlu EMF o tej samej nazwie – Unbelievable pojawił się na ścieżce dźwiękowej do filmu Wygrać miłość z 2010 roku.

### Phenomenon(lata 2003–2004)
W 2003 roku zespół podpisał kontrakt z wytwórnią Tooth & Nail Records, a po długich rozważaniach wypuścili swój drugi album studyjny – Phenomenon, który opierał się na rytmicznym wokalu McNevana wspieranym przez solidne dźwięki nowoczesnego metalu. Phenomenon dobrze się przyjął i zrodził 4 radiowe hity, w tym przebój „Rawkfist”. Płyta sprzedała się w 200 000 kopii, stając się jedną z najlepiej sprzedających w historii wytwórni Tooth & Nail Records.
W tym samym czasie McNevan wraz z Augustine'em rozpoczął poboczny pop-punkowy/pop-rockowy projekt FM Static, który stworzył wiele przebojów m.in. utwory „Crazy Mary” i „Something to Believe”. W 2004 roku wyruszyli w trasę koncertową Sea of Faces wraz z zespołami Kutless i Falling Up.
W roku 2004 ukazała się reedycja albumu Set It Off zawierająca 6 dodatkowych utworów – pięć z albumu That's What People Do oraz jeden nowy pod tytułem „Everyone Like Me” wyprodukowany przez Gavina Browna, a zmiksowany przez Scotta Humphreya.

### The Art of Breaking(lata 2005–2006)

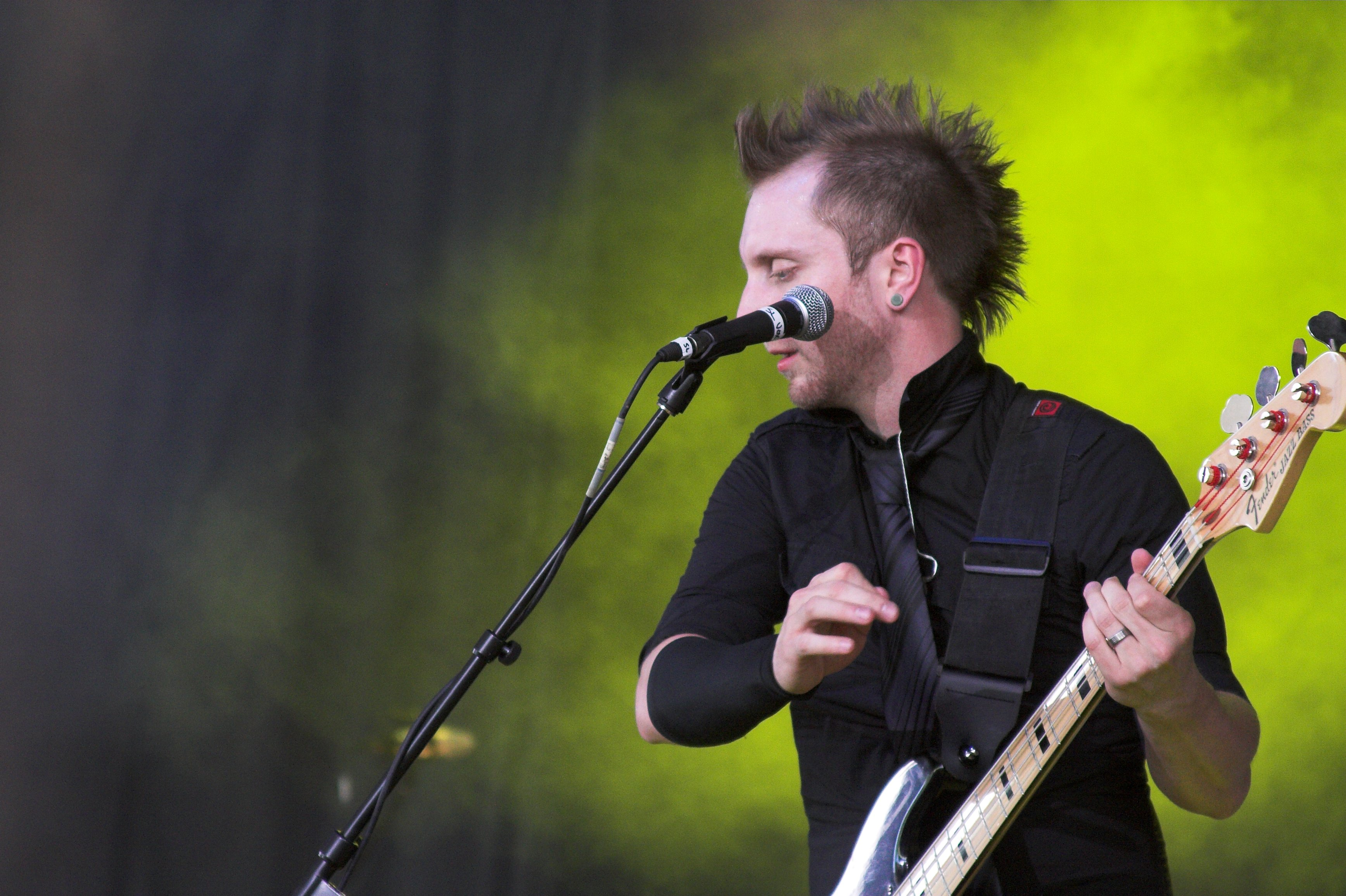
Joel Bruyere na Wonder Jam w 2009 roku

19 lipca 2005 zespół wydał swój trzeci już pełny album – The Art of Breaking, który prawie kompletnie zerwał z nu-metalem, skupiając się bardziej na ciężkim brzmieniu. W tym albumie po raz pierwszy zdecydowano się na granie krótkich gitarowych solówek. The Art of Breaking został ciepło przyjęty przez fanów, choć niektórzy krytykowali zerwanie z dawnym stylem. Singiel „Move” zadebiutował na 16 miejscu listy przebojów Billboard Mainstream Rock. Inne single zespołu w tym „Absolute” oraz „Breathe You In”, były jednymi z pierwszych wolniejszych utworów. W tym czasie TFK intensywnie koncertował.

### The Flame in All of Us(lata 2007–2008)
Po pracowaniu w studiu z producentem Kenem Andrewsem (Beck/Chris Cornell/Pete Yorn/Tenacious D/Mae), 18 września 2007 wydano kolejny album zatytułowany The Flame in All of Us, który stawiał na bardziej mainstreamowy rock, z dodatkami ciężkich brzmień. W albumie znajdują się single „Falls Apart”, „What Do We Know?”, „Favorite Disease” oraz „The Flame in All of Us”. 2 lipca i 26 sierpnia 2007 roku Thousand Foot Krutch został ogłoszony ulubionym zespołem w witrynie Purevolume.com.
W 2006 roku McNevan został wciągnięty do pomocy TobyMacowi i pomógł mu w napisaniu piosenki „Ignition”, która została użyta w wielu serialach telewizyjnych i filmach. Z tego powodu kapela wzięła udział w trasie koncertowej TobyMac Portable Sounds wiosną 2007 roku. Trasa okazała się sukcesem, która zwiększyła i tak już niemałą popularność TFK.
Zespół wyruszył w kolejną trasę wiosną 2008 roku z zespołami Skillet i Decyfer Down. TFK występował między innymi z kapelami Chevelle, Sevendust, 10 Years, Daughtry, Red i nie tylko. Po długim lecie, TFK zostało głównym wsparciem dla pierwszej trasy koncertowej Creation Festival: The Tour, składającej się z 9 zespołów: Kutless, Pillar, KJ-52, Fireflight, Worth Dying For, Run Kid Run, Esterlyn i Capital Lights.

### Welcome to the Masquerade(lata 2009–2011)
Kolejny album Thousand Foot Krutch – Welcome to the Masquerade – pierwszy raz pojawił się we wczesnym roku 2009. W kwietniu tego samego roku McNevan pojawił się na czacie na żywo przez TFKTV, gdzie ujawnił fanom parę faktów na temat nagrań. Zespół podczas tworzenia albumu współpracował z Aaronem Sprinkle (który wcześniej wyprodukował album Phenomenon) Emerym Mattem Carterem oraz Randym Staubem (Metallica/Stone Sour/Nickelback/Our Lady Peace). Utwór „Fire It Up” pojawił się w grze komputerowej NHL 10 studia EA Canada i paru innych oraz w trailerze filmu G.I. Joe: Czas Kobry.
Latem 2009 roku McNevan przeszedł niespodziewaną operację wyrostka robaczkowego, co zmusiło zespół do zrezygnowania z udziału w Creation West Festival. Wrócił do koncertowania tydzień później, a jego kapela pojawiła się na wielu innych festiwalach, włączając w to debiut TFK na festiwalu w Soulfest. Thousand Foot Krutch ogłosiło później trasę koncertową albumu Welcome to the Masquerade. TFK wystąpiło ponownie na Creation Festival: The Tour razem z Jars of Clay, Audio Unplugged, B. Reith, FM Static oraz This Beautiful Republic, a także wzięło udział w festiwalu w święta Bożego Narodzenia wraz z 30 Seconds to Mars, Flyleaf, After Midnight Project i The Veer Union.
8 września 2009 roku trzy albumy Thousand Foot Krutch: Phenomenon, The Art of Breaking i The Flame in All of Us zostały wydane ponownie w jednym wydaniu pod tytułem Deja Vu: The Thousand Foot Krutch Anthology.
Thousand Foot Krutch koncertowało z Breaking Benjamin, Chevelle i Red w marcu 2010 roku.
Na koncercie 1 lutego 2010 zespół został zauważony z nowym gitarzystą, Ty'em Dietzlerem, który zastąpił Nicka Baumhardta jako gitarzystę koncertowego. Grał również na gitarze rytmicznej dla The Letter Black.

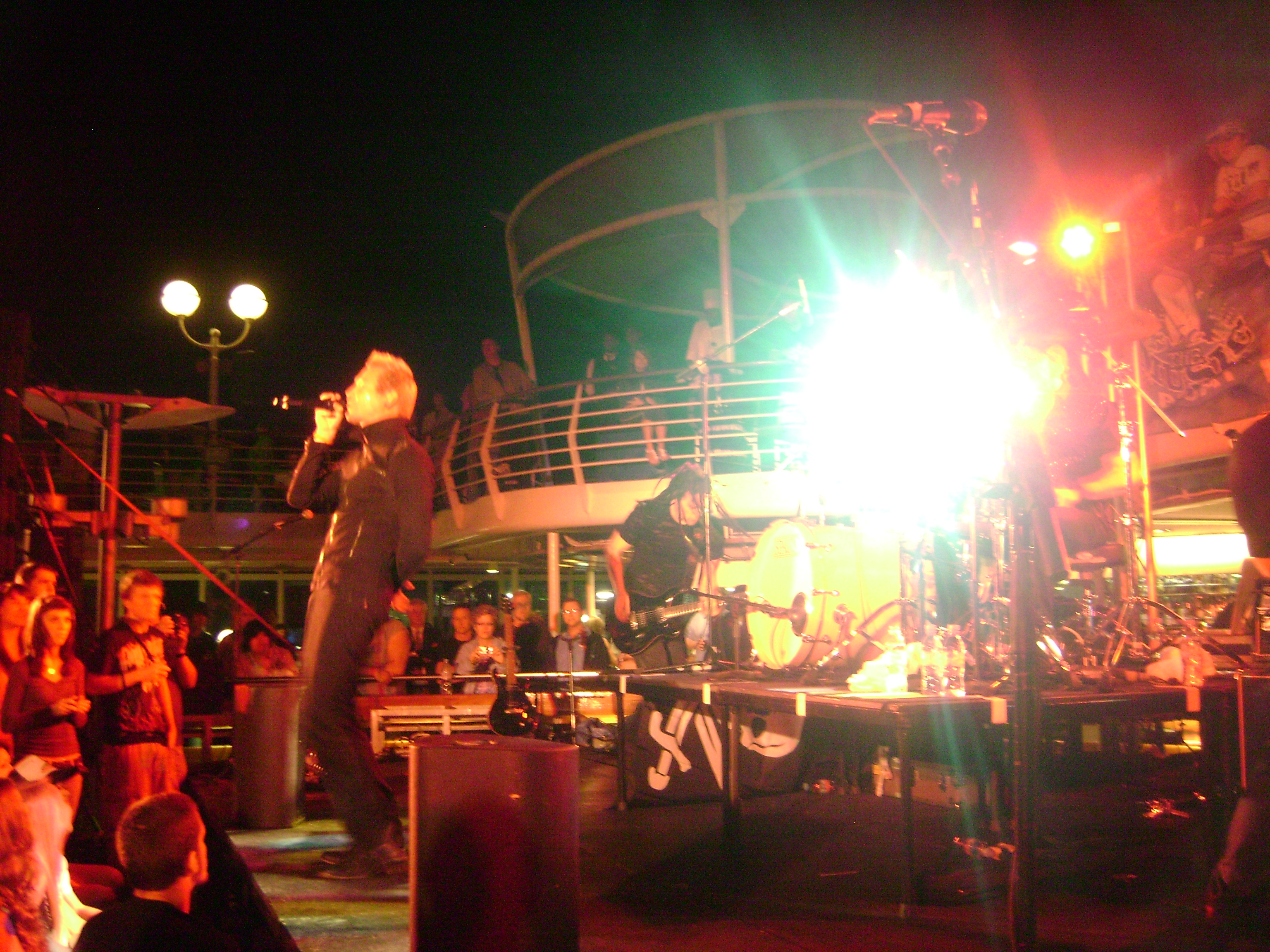
TFK podczas koncertu na The Music Boat Cruise w listopadzie 2010 roku

W 2010 roku TFK wystąpiło na Creation Festival: The Tour Presents the Welcome to the Masquerade Fall Tour. Ekipa ogłosiła również, że zaczęli pisać teksty do nowych nagrań.
W styczniu 2011 roku TFK wzięło udział w krajowej trasie koncertowej The Rock and Worship Roadshow prowadzonym przez MercyMe.
2 marca 2011 roku Ty Dietzler ogłosił przez swoją stronę internetową, że pod koniec miesiąca opuści zespół. Kapela zaczęła szukać zastępczego gitarzysty dla Ty'a Dietzlera. 30 marca 2011 ekipa ogłosiła, że Ty Dietzler zostaje w zespole, a oni przestają szukać zastępstwa.
7 czerwca 2011 roku zespół wydał płytę na DVD z koncertu nazwaną Live at the Masquerade.
10 września 2011 TFK wystąpiło jako lider na koncercie First Love Festival w Buena Vista, wraz z Decyfer Down, Remedy Drive, Addison Road, Dave'em Pettigrewem i Compelled.

### The End Is Where We Begin(lata 2011-2013)
Na festiwalu Soulfest w 2011 roku Thousand Foot Krutch ogłosiło, że od 8 sierpnia będą w studio w celu nagrania nowego albumu. McNevan zamieścił informację w serwisie Twitter, że nazwa nowego albumu to The End Is Where We Begin. 29 listopada 2011 ogłoszono, że zespół opuści wytwórnię Tooth & Nail Records i wypuści nowy album niezależnie. Piosenka „War of Change” stała się dostępna do darmowego pobrania od grudnia 2012 roku. Album został wypuszczony na rynek 17 kwietnia 2012 roku. Zadebiutował na 5 miejscu na iTunes w USA i miejscu 1 w Kanadzie.

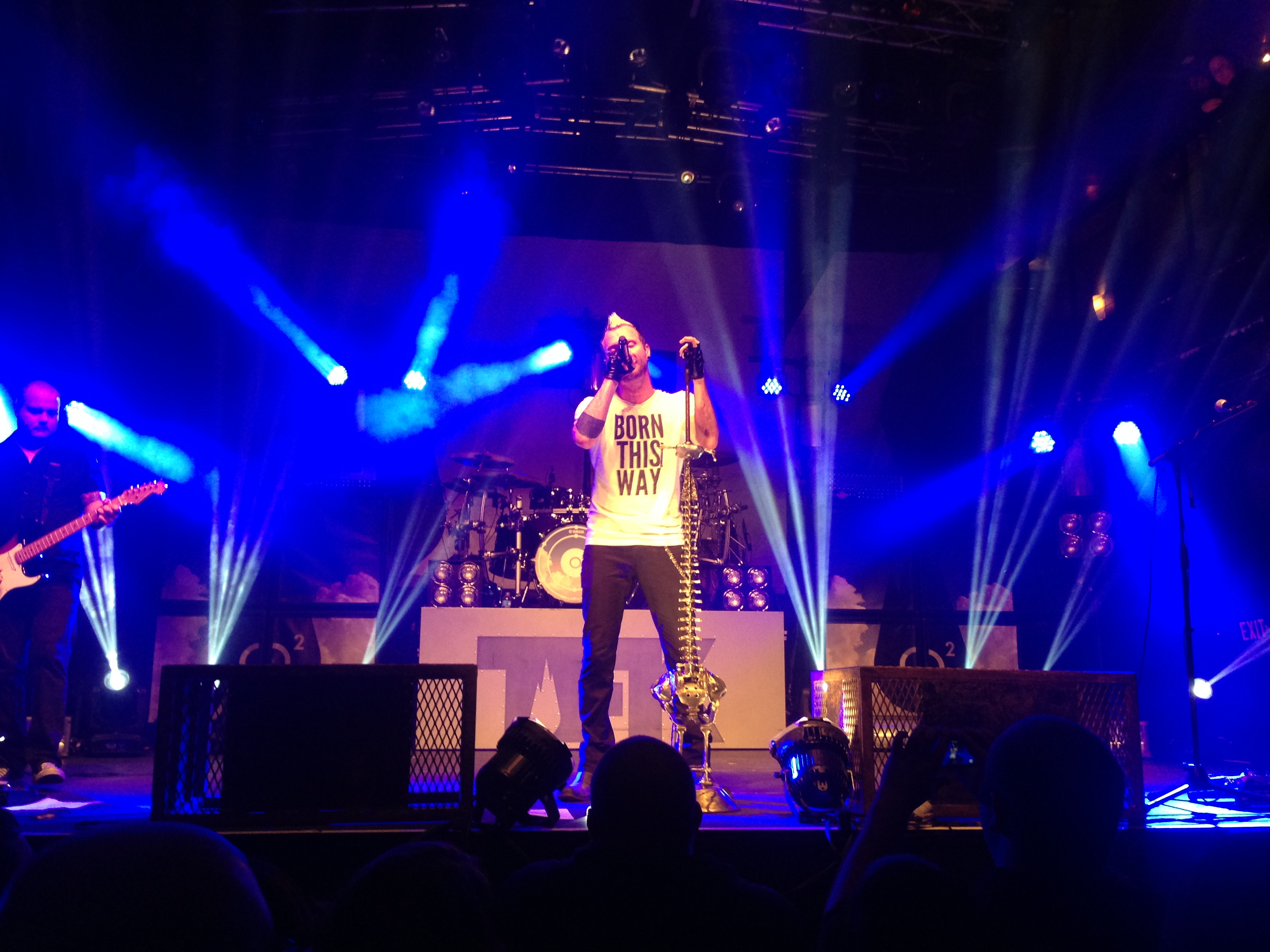
Koncert TFK w Mill City Nights (Minneapolis) 8 października 2014 roku

15 października 2013 roku Thousand Foot Krutch wydało Made in Canada: The 1998-2010 Collection, kolekcję składającą się z 14 najpopularniejszych utworów i 2 nowymi – „Searchlight” oraz „Complicate You”.

### Oxygen: InhaleiExhale(lata 2014-2016)
26 sierpnia 2014 roku zespół wydał swój siódmy pełnoprawny album zatytułowany "Oxygen: Inhale", wydany całkowicie niezależnie. Pierwszy singiel pod nazwą „Born This Way” doczekał się premiery 22 czerwca. Na całość albumu składa się dziesięć utworów. Album nie doczekał się teledysku do żadnego utworu. 
Trevor McNevan zapowiedział 19 listopada 2015 roku na swoim profilu na Twitterze kontynuację poprzedniego albumu zatytułowaną Exhale. Wydano trzy single: „Born Again” 11 grudnia 2015, „Incomplete” 1 lutego 2016 i wreszcie  „Running with Giants” 25 lutego 2016 roku. Sam album ujrzał światło dzienne 17 czerwca 2016. Album zajął 34 miejsce na liście Billboard 200, sprzedając 14 tysięcy kopii w pierwszym tygodniu.

## Członkowie
Obecni

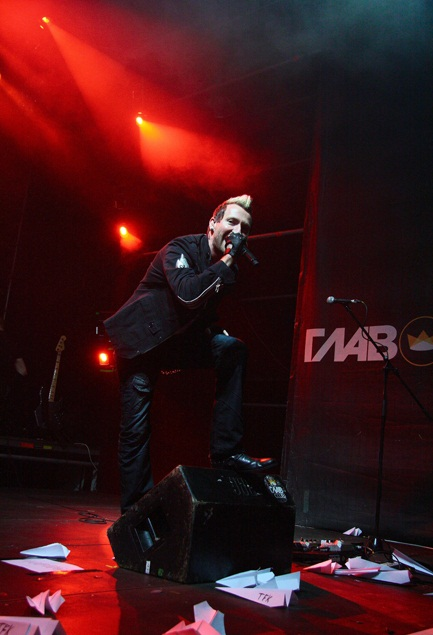
Trevor McNevan na koncercie w Petersburgu 9 grudnia 2012 roku

- Trevor "Teerawk" McNevan – śpiew (od 1995)
- Joel Bruyere – gitara basowa, wokal wspierający (od 1995)
- Steve Augustine – perkusja (od 2002)

Dawni
- Neil Sanderson – perkusja (1996–1997)
- Tim Baxter – gitara basowa (1995–1998)
- Dave Smith – gitara (1996–2002)
- Christian Harvery – perkusja (1997–2000)
- Paul Pedasiuk – gitara basowa (1998–1999)
- Geoff ''Johnny Orbital'' Laforet – perkusja (2000–2002)
- Myke Harrison – gitara (2002–2003)
- Ty Dietzler – gitara (2011–2012)

Wynajęci
- Aaron Sprinkle – klawisze, dodatkowa gitara (Phenomenon, Welcome to the Masquerade, The End Is Where We Begin)
- Arnold Lanni – klawisze (The Art of Breaking)
- Ken Andrews – klawisze (The Flame in All of Us)
- Phil X – dodatkowa gitara (The Art of Breaking, The Flame in All of Us)
- Randy Torres – dodatkowa gitara (Welcome to the Masquerade)
- Pete Stewart – dodatkowa gitara dla „Fire It Up” (Welcome To The Masquerade)
- Charlotte Martin – wokal wspierający dla „Inhuman” (The Flame In All Of Us)
- Adam Gontier – dodatkowy wokal dla „Hurt”, „Go” i „Absolute” (The Art Of Breaking)

## Dyskografia
Jako Oddball
- Shutterbug (1995)

Jako Thousand Foot Krutch
- That's What People Do (1997)
- Set It Off (2000)
- Phenomenon (2003)
- The Art of Breaking (2005)
- The Flame in All of Us (2007)
- Welcome to the Masquerade (2009)
- The End Is Where We Begin (2012)
- Oxygen: Inhale (2014)
- Exhale (2016)